# Théodote (moine)
Pour les articles homonymes, voir Théodote.
Théodote est un moine byzantin de la fin du VIIe siècle, finalement défroqué et devenu logothète général sous Justinien, dont il est l'un des principaux fonctionnaires.

## Biographie
Sa biographie avant sa nomination au poste de logothète général est méconnue. Tout juste les chroniqueurs relèvent qu'il a un passé ecclésiastique, en tant que moine à Stenon, en Thrace. Quand il est promu par Justinien II comme logothète général en 692, il s'agit de la première occurrence de cette fonction, correspondant au chef de l'administration fiscale. A ce titre, il dirige le génikon, soit le département chargé du prélèvement de l'impôt. Selon les chroniqueurs byzantins, qui lui sont hostiles, notamment Théophane le Confesseur et Nicéphore Ier de Constantinople, il s'illustre par une particulière sévérité. En cela, il incarne, avec Étienne le Perse, les dérives de l'administration impériale sous Justinien II, caractérisée par sa rudesse, voire sa brutalité, pour assurer la collecte de l'impôt, y compris à l'encontre des plus riches. Selon les récits de l'époque, peut-être influencés par leur parti pris favorable à l'aristocratie, Théodote aurait usé de méthodes cruelles pour punir les récalcitrants, notamment la torture ou la peine de mort et la confiscation de propriétés. Il est notamment réputé pour avoir suspendu des individus au-dessus de feux ardents. Nombre de citoyens de Constantinople sont notamment emprisonnés, quel que soit leur niveau de richesse.
Ses méthodes auraient contribué à l'impopularité croissante de Justinien II parmi la population de l'Empire. Quand une révolte éclate, menée par Léonce en 695, il fait partie des proches de l'empereur directement visés. Capturé avec Etienne, ils sont amenés dans l'Hippodrome de Constantinople, aux côtés de l'empereur. Si ce dernier est épargné et seulement mutilé, Théodote et son compère sont ligotés, traînés dans les rues de la ville et brûlés sur le forum du Bœuf, lieu récurrent des exécutions publiques.

## Sources
- (en) Peter Crawford, Justinian II: The Roman Emperor Who Lost His Nose and His Throne and Regained Both, Pen & Sword History, 2021 (ISBN 978-1526755308)
- (en) Constance Head, Justinian II of Byzantium, The University of Wisconsin Press, 1972